# Corcovado (Chile)
Der Corcovado ist ein 2300 m hoher Vulkan in den Anden Patagoniens im Südwesten von Chile. Er liegt gegenüber der Insel Chiloé am nach ihm benannten Golf von Corcovado. In der Nähe befindet sich der kleine Ort Chaitén. Der Berg liegt in der vulkanisch sehr aktiven Zone der Südamerikanischen Kordilleren. Sein letzter großer Ausbruch ereignete sich im Jahr 1835.
Die Erstbesteigung gelang am 12. Januar 1945 Gerhard Kress, Alfredo Gash und Hans Engels. Die nächste dokumentierte Besteigung datiert auf das Jahr 1993 zurück und wurde von dem Amerikaner Douglas Tompkins und dem Chilenen Carlos Alvarado durchgeführt.
Ein weiterer Besteigungsversuch im Jahr 2010 wurde im Doku-Film "180° South - Conquerors of the Useless" (auch auf DVD veröffentlicht) gezeigt. 